# Ґено Лехнер
Ґено Лехнер (нім. Geno Lechner; нар. 1968, Марбурґ, Марбург-Біденкопф, Ґіссен, Гессен, Німеччина) — німецька акторка театру, кіно та телебачення.

## Життєпис
Ґено Лехнер народилася у 1965 році. З 12 років виступала в цирку. У дев'ятнадцять років дебютувала на сцені Державного драматичного театру в Штутгарті. 
Виступала на сценах театрів в Парижі, Лондоні та Будапешті.
З 1990 року почала виконувати ролі в кіно та на телебаченні.

## Фільмографія
- 2017 — Королева ночі / Königin der Nacht — Анушка
- 2013 — Кола / Krugovi — Андреа
- 2012 — Вбий мене[de] / Töte mich — жінка
- 2012 — Старий[de] / Der Alte — Верена Ліммер
- 2009 — Телефон поліції — 110[de] / Polizeiruf 110 — Вібке Перлач
- 2009 — Берегова охорона[de] / Küstenwache — Маріанна Ґербст
- 2006-2013 — Спеціальна комісія Мюнхен[de] / SOKO München — Гайке Генріх / Едіт Рейтнер / Сабіна Єссен
- 2009 — Штолберґ[de] / Stolberg — Жуль Кацман
- 2005 — Два різдвяні пси[de] / Zwei Weihnachtshunde — Максі
- 2005 — Кохання[en] / Love — Анна Петрович
- 2005 — Дні з ночі / Tage aus Nacht — Марі
- 2005 — Шлях Моллі / Molly's Way — Софія
- 2005-2008 — Місце злочину / Tatort — Ева Штейн
- 2004 — Зазнати невдачу[en] / Going Under — Сюзан
- 2004 — До бою![de] / En garde — сестра Клара
- 2003 — Іменем закону[de] / Im Namen des Gesetzes — Алісія Брандау
- 2002 — Слідчий[de] / Der Ermittler — Інес Брандт
- 2002 — Війна в Парижі[fr] / La Guerre à Paris
- 2001 — Бульвар дю Палаіс[fr] / Boulevard du Palais — Клара
- 1999 — Дякую, мій пес[fr] / Merci mon chien — Ґудрун
- 1998 — Втомлений помирати[en] / Too Tired to Die — Пола
- 1997 — Шиманський[fr] / Schimanski — Ільзе Боннер
- 1996-2001 — Спецзагін «Кобра 11» — Дорожня поліція / Alarm für Cobra 11 - Die Autobahnpolizei — Катаріна Краснер
- 1996 — Кільце / The Ring — Еффі Зельт
- 1996 — Адреналін / Adrenalin — Таня Сассманн
- 1995 — Флірт[en] / Flirt — Ґрета
- 1995 — Для маленької Марґеріт[fr] / Au petit Marguery — дружина лінгвіста
- 1994 — Безсмертна кохана / Immortal Beloved — Жозефіна Брунсвік
- 1994 — Скрипаль[fr] / Le joueur de violon — Аріан
- 1993 — Список Шиндлера / Schindler's List — Майоля
- 1992 — Аветік / Avetik — журналістка
- 1991 — Вечірка: Натюрморт / The Party: Nature Morte

## Нагороди та номінації
| Рік  | Нагорода                                   | Номінація        | Робота         | Результат |
| ---- | ------------------------------------------ | ---------------- | -------------- | --------- |
| 2005 | Перші кроки                                | Найкраща акторка | «Дні з ночі»   | Перемога  |
| 1997 | Міжнародний кінофестиваль у Мар-дель-Плата | Найкраща акторка | «Gesches Gift» | Перемога  |